# Gropig blombagge
Gropig blombagge (Ischnomera sanguinicollis) är en skalbaggsart som först beskrevs av Fabricius 1787.  Gropig blombagge ingår i släktet Asclera, och familjen blombaggar. Enligt den svenska rödlistan är arten starkt hotad i Sverige. Arten förekommer i Götaland. Artens livsmiljö är skogslandskap, jordbrukslandskap.